# 國民樂派
國民樂派，又稱民族樂派，是古典音樂領域以音乐民族主义為主旨所進行創作的一個分支，經常被視為「浪漫主義音樂」或「现代音乐」的分支，但在作曲家和作品之間，並沒有明確的定義和共同的風格。大致來說，在古典音樂的曲式中，使用了本國的民間音樂旋律和特別的樂器，並通常宣揚愛國主義或民族主義者，就會被歸類為此派。國民樂派主要在十九世紀中到二十世紀中活躍。

## 历史
一般認為十九世紀中前期，西方音樂的傳統心臟的德語和義大利地區以外的歐洲和美洲國家，作曲家需要屬於本地的音聲。反之德語或義語的作曲家即使用民間音樂素材，仍然只是會被認為浪漫主義音樂，如小約翰·施特勞斯的圓舞曲原型雖然來自民間，卻被當時的維也納視為國際性的藝術。
國民樂派起源眾說紛紜，較流行有兩說。一是十九世紀俄國作曲家格林卡的《愛國歌》，另一說是法國作曲家聖桑成立國家音樂社團組織，兩人分別影響了本國的作曲家組織，交流了其對民間音樂的資料和心得，以及對於教育本國的音樂界作出重大的貢獻。
其他尚有肖邦和弗朗兹·李斯特之說，因為是他們首先採用故鄉的民間音樂素材，但他們並未有組織本地作曲家活動，也沒有系統地使用和搜集民間音樂元素。
在十九世紀後期其他歐洲國家也產生了自己國民樂派作曲家和作品，如英國的艾爾加的《威風凜凜進行曲》，捷克的斯美塔那的《我的祖國》。還有一些作曲家為自己尚末被認可為國家的故鄉，創作鼓吹獨立的作品，如芬蘭的西贝柳斯的《芬蘭頌》，挪威的格里格的培尔·金特组曲等。
而美洲的作曲家也開始活躍起來，如美國的約翰·菲利普·苏萨的進行曲《星条旗永不落》，而同期斯蒂芬·福斯特更有開創流行音樂的先河。
到二十世紀初巴西的海托爾·維拉-羅伯斯，匈牙利的柯达伊，美國的查尔斯·艾夫斯等，新國民樂派作曲家開始向現代音樂的過渡。
到二十世紀中後期起，因為流行音樂的興起，也少有未被古典音樂使用的民歌，所以在歐美國民樂派漸趨於沈寂，但在古典樂傳統地區外的亞洲，卻有新型的國民樂派作品面世，如中國的冼星海的《黃河大合唱》，何占豪和陳鋼的《梁祝小提琴協奏曲》等，代表了歐美以外的民族主義興起。
二十一世紀初，雖然因為再很少未獨立的殖民地和國際主義盛行，政界不再需要常以音樂推廣愛國思想，但國民樂派音樂並未因此而喪失了其地位，反而把這種音樂從政治服務中解放過來，受到本來創作國家外的歡迎。

## 較有代表性的國民樂派作曲家

### 俄羅斯
- 米哈伊尔·格林卡（1804年-1857年）
- 亚历山大·达尔戈梅日斯基（1813年-1869年）
- 俄國五人組：
  - 米利·巴拉基列夫（1837年-1910年）
  - 策扎尔·居伊（1835年-1918年）
  - 莫杰斯特·穆索尔斯基（1839年-1881年）
  - 亞歷山大·鮑羅丁（1833年-1887年）
  - 尼古拉·里姆斯基-科萨科夫（1844年-1908年）

### 波蘭
- 弗雷德里克·肖邦（1810年-1849年）
- 斯坦尼斯拉夫·莫纽什科（1819年-1972年）
- 米奇斯拉夫·卡洛维茨（1876年-1909年）

### 捷克
- 贝多伊齐·斯美塔那（1824年-1884年）
- 安东宁·德沃夏克（1841年-1904年）
- 兹德涅克·菲比赫（1850年-1900年）
- 约瑟夫·苏克（1874年-1935年）
- 莱奥什·雅纳切克（1854年-1928年）

### 匈牙利
- 艾凯尔·费伦茨（1810年-1893年）
- 巴托克·贝拉（1881年-1945年）
- 柯达伊·佐尔丹（1882年-1967年）

### 
- 法特羅斯拉夫·利辛斯基（英语：Vatroslav_Lisinski）（1819年-1854年）
- 雅科夫·戈托瓦茨（1895年-1982年）

### 塞爾維亞
- 科尼利耶·斯坦科維奇（英语：Kornelije_Stanković）（1831年-1865年）
- 斯特凡·斯托雅諾維奇·莫克拉尼亞茨（1856年-1914年）
- 斯特凡·赫斯提奇（英语：Stevan Hristić）（1885年-1958年）

### 希腊
- 迪歐尼修斯·拉夫蘭加斯（德语：Dionysios_Lavrangas）（1860年-1941年）
- 马诺利斯·卡洛米里斯（1883年-1962年）

### 羅馬尼亞
- 乔治·埃内斯库（1881年-1955年）

### 荷蘭
- 貝納德·佐爾斯（英语：Bernard_Zweers）（1854年-1924年）

### 義大利
- 朱塞佩·威尔第（1803年-1901年）

### 德国
- 卡尔·马利亚·冯·韦伯（1786年-1826年）

### 丹麦
- 尼尔斯·加德（1817年-1890年）
- 卡尔·尼尔森（1865年-1931年）

### 挪威
- 约翰·斯文森（1840年-1908年）
- 爱德华·格里格（1843年-1907年）

### 芬兰
- 让·西贝柳斯（1865年-1957年）

### 瑞典
- 威廉·斯丹哈默（1871年-1927年）
- 胡戈·阿尔芬（1872年-1960年）
- 威廉·彼得松-贝耶（1867年-1942年）

### 英国
- 賽席爾·夏普（英语：Cecil Sharp）（1859年-1924年）
- 雷夫·佛漢·威廉斯（1872年-1958年）
- 古斯塔夫·霍爾斯特（1874年-1934年）
- 弗兰克·布里奇（1879年-1941年）

### 西班牙
- 伊萨克·阿尔贝尼斯（1860年-1909年）
- 恩里克·格拉纳多斯（1867年-1916年）
- 曼努埃尔·德·法雅（1876年-1946年）
- 华金·图里纳（1882年-1949年）

### 巴西
- 埃涅斯托·那札雷斯（葡萄牙語：Ernesto_Nazareth）（1863年-1934年）
- 海托爾·維拉-羅伯斯（1887年-1959年）

### 墨西哥
- 曼努埃尔·庞塞（1882年-1948年）

### 古巴
- 埃内斯托·莱库奥纳（1895年-1963年）

## 参看
- 愛國主義
- 民族主義
- 民族音樂